# Roberto Schisano
Roberto Schisano (Foligno, 12 giugno 1943 – Roma, 29 ottobre 2010) è stato un dirigente d'azienda italiano.

## Biografia
Laureato in ingegneria elettronica presso l'Università di Napoli con specializzazioni a Parigi e Stati Uniti.
Nel 1968 inizia a lavorare alla General Instruments come progettista di circuiti integrati. Tre anni più tardi inizia a collaborare con la Texas Instruments, prima nella sede italiana, poi in quella di  Dallas dove ricopre il ruolo di vicepresidente della società. Rientra nel 1991, a Bruxelles, come presidente della  Texas Instruments Europe.
Nel 1994 il presidente dell'IRI, Romano Prodi lo vuole come nuovo amministratore delegato della compagnia aerea Alitalia. Resta al timone dell'azienda due anni  caratterizzati dalle numerosi innovazioni che per lungo tempo sono alla base dei piani industriali della azienda. anni che  sono per questo anche  caratterizzati da tensioni sindacali, in particolare con la categoria dei piloti.
Nel 1997 è presidente della Piedmont International, la società che ha rilevato l'attività dei personal computer dall'Olivetti. Sei anni più tardi viene nominato presidente e amministratore delegato della Getronics Italia fino  al 2006.